# Het verstoorde leven (boek)

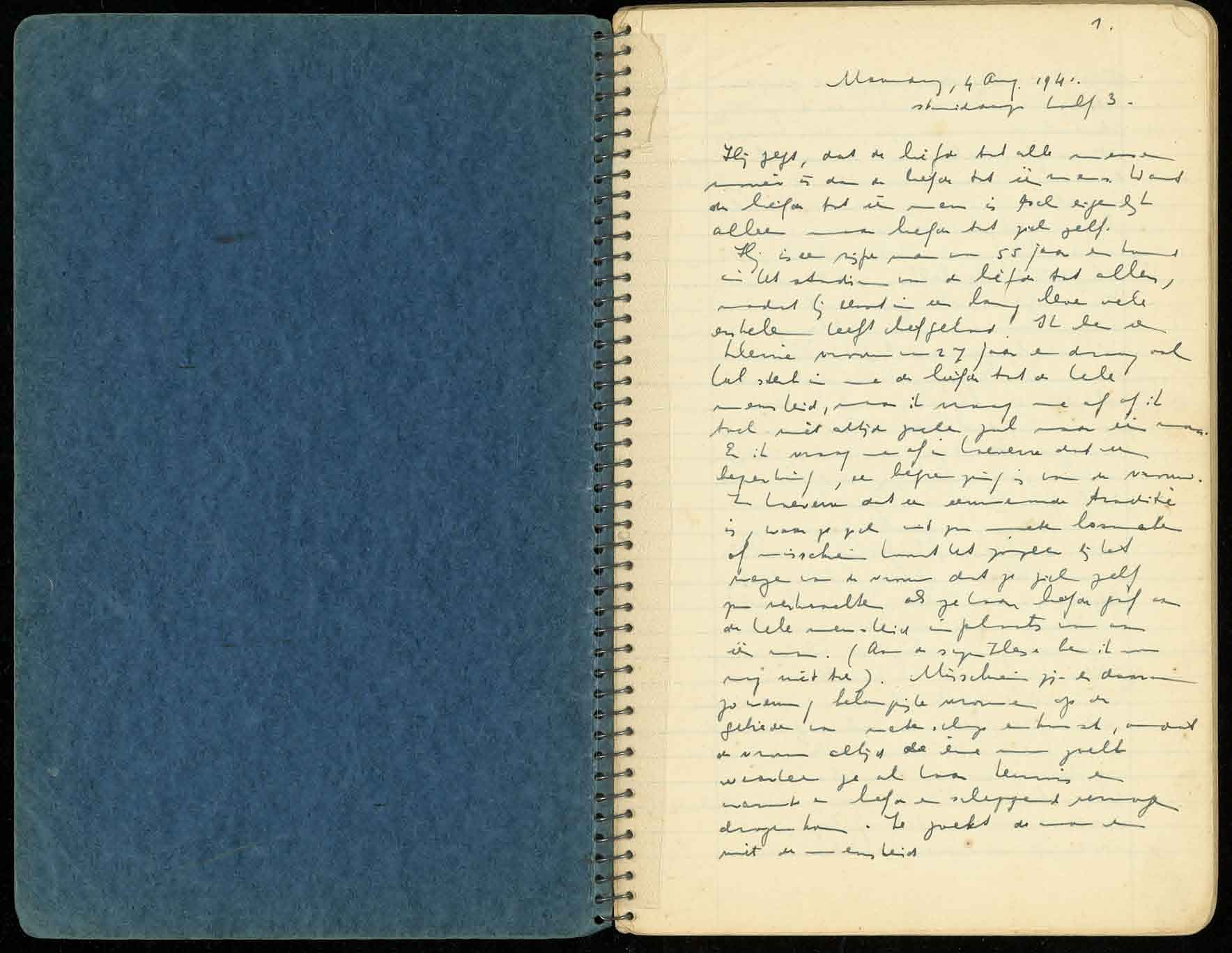
Eerste pagina van het originele dagboek

Het verstoorde leven is een boek met dagboekfragmenten van Etty Hillesum. In haar dagboek verwoordde ze haar persoonlijke, innerlijke ontwikkeling te midden van de turbulentie van de Tweede Wereldoorlog en de absurditeiten van de Holocaust. Het boek is niet alleen een sterk persoonlijk document, maar geeft ook enig inzicht in de wijze waarop de anti-Joodse maatregelen en deportaties in die jaren op Joden zelf zijn overgekomen.

## Achtergrond
In 1941 ontmoette Hillesum de 54-jarige, uit Duitsland gevluchte, ex-bankier genaamd Julius Spier. Spier voerde een praktijk als handlezer aan de Courbetstraat 27-III, waar hij twee kleine kamers huurde en ook woonde. Hij was verloofd met Hertha Levi, die in Engeland op hem wachtte. Op advies van Spier begon Etty op 9 maart 1941 met het schrijven van een dagboek. De bedoeling was inzicht te verkrijgen in haar gevoelens en gedachten bij alledaagse ervaringen. Hillesum en Spier begonnen een liefdesrelatie. Spier wordt in dit dagboek aangeduid met de letter S.
Het boek eindigt op 6 september 1943 met het bericht van een vriend, een dag later werd ze gedeporteerd.

## Uitgaven
De familie Smelik had de dagboeken in bewaring en deed vergeefse pogingen om er een uitgever voor te interesseren. Pas in 1981 werden Etty's dagboeken, of althans een groot deel ervan, gebundeld en uitgegeven door Jan Geurt Gaarlandt van uitgeverij De Haan onder de titel Het verstoorde leven - Dagboek van Etty Hillesum.
Het boek werd onmiddellijk veel gelezen en is in veel talen vertaald: Engels: Etty – A Diary. (1983), Duits: Das denkende Herz der Baracke. (1983), Deens: Et kraenket liv. (1983), Noors: Det tenkende hjerte. (1983), Zweeds: Det förstörda livet. (1983), Fins: Päiväkirja, 1941–1943. (1984), Engels: An Interrupted Life. (1984), Portugees: Una Vida Interrompida. (1984), Italiaans: Diario 1941–1943. (1985), Spaans: Una Vida Interrompida. (1985), Ivrit: Chajjiem Kerotiem; Jomana sjel. (1985), Japans (1985) en Hongaars, Frans: Une Vie Bouleversée. Journal 1941–1943 (1985).
In 1985 is in Deventer ter nagedachtenis het beeld Het verstoorde leven geplaatst.